# Chromalveolata
Chromalveolata е еукариотна супергрупа предложена първоначално от Томас Кавалиър-Смит като усъвършенстване на царството Chromista, което е въведено за първи път от него през 1981 г. Chromalveolata е предложено като резултат от една вторична ендосимбиоза между линията произлизаща от Bikonta и червено водорасло, което става родоначалник на хлорофил C съдържащи пластиди. В основната класификация, предложена през 2005 г., Chromalveolata се разглеждана като една от шестте основни групи в рамките на еукариоти.
Обаче монофилетичността на Chromalveolata е все по-оспорвана. Така две статии, публикувани през 2008 г. дават филогенетични дървета, в които Chromalveolata са разделени, а последващите проучвания продължават да подкрепят това виждане.

## Морфология
Chromalveolates, за разлика от други групи с многоклетъчни представители, нямат много общи морфологични характеристики. Всяка голяма подгрупа има някои уникални черти, включително алвеоли при Alveolata, хаптонема при Haptophyta, еджектозома при Crytophyta и две различни камшичета при Heterokontophyta. Въпреки това, нито една от тези характеристики не е налице във всички групи.
Единствените общи черти Chromalveolate са следните:
- споделят общ произход на хлоропластите, както е посочено по-горе;
- наличие на целулоза в повечето клетъчни стени.

## Типове
- Heterokontophyta
- Haptophyta
- Cryptophyta
- Alveolata (Супертип)
  - Apicomplexa
  - Chromerida
  - Ciliophora
  - Dinoflagellata